# Anemonoides apennina
Anemonoides apennina ((L.) Holub, 1973), comunemente nota come anemone dell'Appennino, è una pianta erbacea appartenente alla famiglia delle Ranunculacee, presente in Europa meridionale e Asia centrale.

## Descrizione

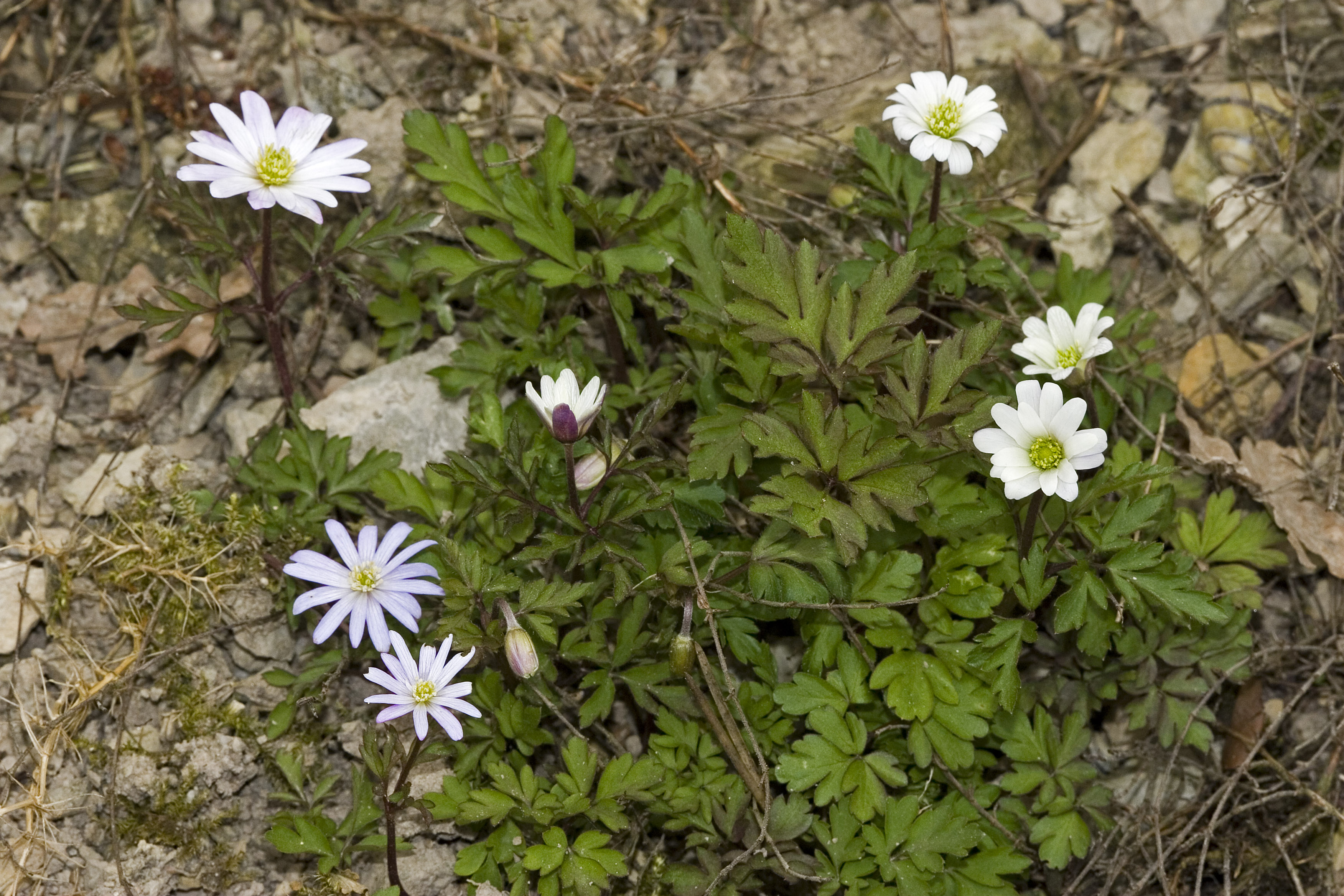
Anemonoides apennina.

È una pianta perenne, erbacea, rizomatosa.
Ha foglie basali dotate di un lungo picciolo, pelose sulla faccia inferiore.
I fiori larghi fino a 4 cm, hanno 8-12 petali ellittici, bianchi o azzurri, e numerosi stami gialli.
I frutti sono degli acheni di piccole dimensioni, pelosi. 

## Distribuzione e habitat
È diffusa nel settore nord-orientale del bacino mediterraneo; in Italia è presente a partire dalla Toscana meridionale ed è piuttosto comune sui rilievi del Centro-Sud.